# جامعة الإتصالات الصينية
جامعة الاتصالات الصينية(بالصينية: 中国 传媒 大学)، هي جامعة عامة رائدة في بكين.
واحدة من الجامعات الوطنية الرئيسية في الصين المدرجة في «خطة جامعة من الدرجة الأولى المزدوجة»، تدار مباشرة من قبل وزارة التعليم، في جمهورية الصين الشعبية.
تم تطوير CUC مما كان في السابق مركزًا لتدريب الفنيين التابعين لمكتب الإذاعة المركزي، الذي تأسس في عام 1954.
في أبريل 1959، تمت ترقيته إلى معهد إذاعة بكين (BBI)، الذي وافق عليه مجلس الدولة. في أغسطس 2004، تم تغيير اسم BBI إلى جامعة الاتصالات الصينية.
تقع CUC في الجزء الشرقي من بكين، بالقرب من القناة القديمة، والتي تشغل 463.700 متر مربع من الأرض وما مجموعه 499800 متر مربع من المباني.

## المرتبة
تعتبر جامعة الاتصالات الصينية على نطاق واسع واحدة من أكثر الجامعات تنافسية للقبول في الصين.
في سبتمبر 2017، تم اختيار CUC كواحدة من 140 جامعة ذات خطة جامعية من الدرجة الأولى المزدوجة، المعتمدة من قبل وزارة التعليم.
في الجولة الرابعة من تصنيفات جامعة الصين (CUSR) من قبل وزارة التعليم الصينية في عام 2018، احتلت جامعة الاتصالات الصينية المرتبة الأولى في الصين القارية حيث تم تقييم مجالي تخصصها على أنهما A +، بما في ذلك «الصحافة والتواصل» و «الدراما، دراسات السينما والتلفزيون»، والمرتبة الثالثة مع A− في«نظرية الفن»، 10 مع B + في«التصميم»، 19 مع B في«الفنون الجميلة» في الصين.